# Дакуотер
Дакуотер (англ. Duckwater Reservation) — индейская резервация западных шошонов, расположенная в центральной части штата Невада, США.

## История
До появления европейцев центр Невады населяли тсайдука, одна из групп западных шошонов. В 1860 году в США была основана курьерская компания Pony Express, чей маршрут пролегал через земли тсайдука. Позднее, из-за постройки железной дороги и притока евроамериканцев, традиционный уклад западных шошонов был разрушен и они были вытеснены со своих земель. Индейцы начали работать на белых поселенцев в качестве наёмных рабочих, чтобы прокормить себя и свои семьи.
Индейская резервация Дакуотер была основана в 1940 году. Резервацией управляет племенной совет из пяти человек. В Дакуотере есть офис по охране окружающей среды, поликлиника, начальная школа, детский сад, полицейское управление и центр для престарелых.

## География
Резервация находится в северо-восточной части округа Най. Общая площадь Дакуотер составляет 16,198 км², из них 16,14 км² приходится на сушу и 0,058 км² — на воду. Административным центром резервации и штаб-квартирой племени является невключённая община Дакуотер.

## Демография
По данным федеральной переписи населения 2010 года, в резервации проживало 156 человек. Согласно федеральной переписи населения 2020 года в резервации проживало 159 человек, насчитывалось 76 домашних хозяйств и 75 жилых домов. Средний доход на одно домашнее хозяйство в индейской резервации составлял 49 000 долларов США. Около 22,5 % всего населения находились за чертой бедности, в том числе 25,9 % тех, кому ещё не исполнилось 18 лет, и 38,3 % старше 65 лет.
Расовый состав распределился следующим образом: белые — 14 чел., афроамериканцы — 1 чел., коренные американцы (индейцы США) — 119 чел., азиаты — 1 чел., океанийцы — 0 чел., представители других рас — 7 чел., представители двух или более рас — 17 человек; испаноязычные или латиноамериканцы любой расы составили 14 человек. Плотность населения составляла 9,85 чел./км².